# Siegfried Herrmann (sporttisztviselő)
Siegfried Herrmann (München, 1886. augusztus 20. – 1971. június 4.) német rendőrtiszt és sporttisztviselő volt. Az FC Bayern München elnöki posztját két ciklusban töltötte be.

## Élete
1886. augusztus 20-án született Münchenben. 1900. február 27-én jelen volt az FC Bayern München megalapításánal. Fiatalon tagja lett az egyesületnek. Több évig a klub alelnöke volt. 1933. április 12-én a Svájcba emigráló Kurt Landauert váltotta az FC Bayern München elnöki posztján, ahol 1934. szeptember 19-éig töltötte be posztját. 1945. augusztus 19-én is megválasztják elnöknek. Őt 1947 augusztusában a visszatérő Kurt Landauer váltja.